# Li Xin (général)
Li Xin (李信) était un général de l'époque de la fin des Royaumes combattants et de la dynastie Qin. Li Xin est principalement connu pour son rôle pour aider Qin Shi Huang dans sa conquête des six Royaumes combattants ainsi que pour son courage et sa bravoure. En dehors de sa carrière dans les campagnes des Royaumes Combattants, il est également un ancêtre de la cinquième génération de Li Guang sous la dynastie des Han. Il est par extension, un ancêtre de la dynastie Tang.

## Origines
En tant que fils du gouverneur de la commanderie de Nanjun, Li Yao, il a accompli ses exploits sur les champs de bataille, principalement pendant le règne de Qin Shi Huang.

## Conquête de Zhao
En 228, Li Xin a été nommé général sous le commandement suprême de Wang Jian (王翦) lors de la campagne contre l'État de Zhao. Li Xin a marché de Taiyuan 太原 et a fait la liaison avec Wang Jian pour encercler l'armée de Zhao et a fermé un anneau autour de la capitale de Zhao, Handan 邯鄲 (aujourd'hui à Hebei). La campagne s'est terminée par la destruction de Zhao.

## Conquête de Yan
Après la chute de Zhao en 228 avant J.-C, l'armée de Wang Jian postée à Zhongshan a commencé les préparatifs pour une guerre offensive contre Yan. Ju Wu (鞠武), un ministre Yan, a proposé au roi Xi Yan de former des alliances avec le Dai, Qi et Chu, et faire la paix avec les Xiongnu dans le nord, en tant que mesure préventive en prévision de l'invasion Qin (Rien n'a été mentionné au sujet de Li Xin ; mais dans un autre chapitre du Shi Ji, les biographies des Assassins, il a été mentionné dans le dialogue entre le prince héritier de Yan et Jing Ke, l'assassin envoyé pour assassiner Ying Zheng, que Li Xin a capturé les châteaux de Tai Yuan et Yun Zhong). Cependant, le prince héritier Dan a estimé que la stratégie d'alliance avait peu de chances de réussir, il a donc envoyé Jing Ke pour assassiner Ying Zheng, le roi de Qin. Jing Ke est entré à Qin déguisé en un envoyé, apportant avec lui une carte de Dukang et la tête de Fan Wuji, un général renégat de Qin. La tentative d'assassinat a échoué et Jing Ke a été tué.
En 227 av. J.-C., en utilisant la tentative d'assassinat comme casus belli, Ying Zheng a ordonné à Wang Jian de mener une attaque contre Yan, avec Meng Wu (蒙武) comme adjoint. Qin a vaincu l'armée Yan ainsi que des renforts de Yan de Dai dans une bataille sur la rive est de la rivière Yi (易水), après quoi ils ont capturé la capitale de Yan, Ji (薊, aujourd'hui Pékin). Xi roi de Yan et son fils, le prince héritier Dan, se sont enfuis avec leurs forces restantes de la péninsule de Liaodong. Une armée de Qin dirigée par Li Xin(李信) a poursuivi la retraite Yan à la rivière Yan (衍水, aujourd'hui la rivière Hun dans le Liaoning), où ils se sont engagés avec les forces ennemies et ont détruit la majeure partie de l'armée de Yan. Plus tard, le roi Xi a ordonné l'exécution de prince héritier Dan et a envoyé la tête de son fils à Qin comme « excuses » pour la tentative d'assassinat. Qin a accepté l'offre et n'a pas attaqué Yan pour les trois années suivantes.
En 222 av. J.-C., une armée de Qin menée par Wang Ben (王賁) (en) rejoint celle de Li Xin et envahit le Liaodong, détruit les forces restantes de Yan, capture le roi Xi, mettant fin à l'État de Yan. Les anciens territoires de Yan ont été cloisonnés et réorganisés en Yuyang de la dynastie Qin (漁陽), formant les commanderies Beiping (北平), Liaoxi (遼西) et Liaodong (遼東).

## Conquête de Chu
Selon Sima Qian dans le Shiji, en 224 avant J.-C., Qin a commencé les préparatifs pour une invasion de Chu, son rival le plus puissant parmi les six États. Au cours d'une discussion entre Ying Zheng et ses sujets, le général vétéran Wang Jian a affirmé que la force d'invasion devait être d'au moins 600 000 hommes pour réussir contre Chu, mais Li Xin jeune général croit que 200.000 hommes seraient suffisants. Ying Zheng a remis à Li Xin le commandement d'une armée Qin pour attaquer Chu. Les défenseurs Chu, dirigés par Xiang Yan, ont pris l'armée de Li Xin par surprise avec 500 000 hommes et vaincu les envahisseurs de Qin sur un site inconnu situé dans le Huaiyang, dans le nord actuel de la province du Jiangsu ou du Anhui. Xiang Yan a remporté la victoire permettant à l'armée du Qin quelques victoires initiales, les attirant en profondeur dans leur territoire, mais alors contre-attaqua et perça leurs fortifications, brûlant deux grands camps militaires Qin, et tuant sept Commandants. Cet incident a été considéré comme la plus grande défaite de toutes les campagnes de Qin. Désormais, Ying Zheng a attribué l'année suivante à Wang Jian le commandement d'une armée forte de 600 000 hommes comme il l'avait demandé et lui a ordonné de mener une autre attaque sur Chu qu'il remporta par la suite (guerre d'unification de Qin).
Cette version de l'histoire, comme d'autres passages du Shiji, est parfois contestée pour son aspect moralisateur, le manque de sanction, inhabituel dans le royaume de Qin à l'époque de Ying Zheng, reçu par Li Xin à la suite de son échec et surtout l'absence d'autres sources pour la corroborer.

## Conquête de Qi
En 264 av. J.-C., Tian Jian monta sur le trône de Qi et a été aidé par sa mère, la reine douairière, dans la gestion des affaires de l’État. Qin a soudoyé Hou Sheng, le chancelier de Qi, pour dissuader le roi Jian d'aider les autres pays alors qu'ils étaient attaqués par Qin. En 221 av. J.-C., Qi était le seul État en Chine qui devait encore être conquis par Qin. Qi avait mobilisé ses armées à ses frontières occidentales comme une garantie contre une éventuelle invasion Qin, même si son armée n'était pas bien équipée et le moral était bas.
Dans la même année, Ying Zheng utilise le rejet de Qi d'une rencontre avec un envoyé Qin comme un prétexte pour attaquer Qi. L'armée Qin, dirigée par Li Xin (李信) accompagné de Wang Ben(王賁) (en), rencontre peu de résistance directe avec les forces ennemies stationnées sur les frontières occidentales de Qi, et avance dans le cœur de Qi via un détour au sud de Yan. Les forces Qin ont rencontré peu de résistance en passant par le territoire Qi et sont finalement arrivées à Linzi (au nord de l'actuelle Zibo, Shandong), la capitale de Qi. Le roi Jian a été pris par surprise et, après avoir été persuadé par Hou Sheng, il se rendit à Qin combattre. Les anciens territoires de Qi ont été réorganisés pour former Qi (齊) et Langya (琅邪), des commanderies de l'Empire Qin.

## Aboutissements
Pour ses exploits, il a été nommé en tant que marquis de Longxi 隴西 侯, un territoire dans l'actuel Gansu, où Li Xin résida par la suite.

## Culture populaire
Lui et Ying Zheng sont protagonistes de l'œuvre Kingdom sous les noms, plus proches de leur prononciation japonaise, de Shin puis de Li Shin et Ei Sei.